# Agrarizam
Agrarizam je društvena filozofija ili politička filozofija koja vrednuje ruralno (seosko) društvo kao superiorno u odnosu na urbano (gradsko) društvo, nezvisnog farmera (poljoprivrednika) kao superiornog plaćenom radniku, i vidi poljoprivrednu proizvodnju kao način života koji može oblikovati idealne društvene vrednosti. Istakao je superiornost prostog seoskog življenja naspram kompleksnog gradskog života.

## Filozofija
M.Tomas Inge definiše agrarizam sledećim osnovnim načelima::
- Poljoprivredna proizvodnja je jedino zanimanje koje nudi potpunu nezavisnost i samodovoljnost.
- Urbani život, kapitalizam i tehnologija uništavaju nezavisnost i dostojanstvo i podstiču porok i slabost.
- Poljoprivredna zajednica, sa svojim udruživanjem rada i saradnjom, je model društvo.
- Farmer ima čvrst, stabilan položaj u svetskom poretku. On ima „smisao identiteta, smisao istorijske i religijske tradicije, osećaj pripadanja konkretnoj porodici, mestu i regionu, što je psihološki i kulturno blagotvorno“. Harmonija njegovog života je brana povredama podeljenog, otuđenog modernog društva.
- Obrađivanje zemlje „ima u sebi pozitvno duhovno dobro“ i odatle obrađivač stiče vrline „časti, muževnosti, samopouzdanja, hrabrosti, moralnog integriteta i gostoprimstva“. One su rezultat direktnog kontakta sa prirodom i, kroz prirodu, bližeg odnosa sa Bogom. Poljoiprivrednik je blagosloven u tome da prati prime Boga u stvaranju reda iz haosa.

## Istorija
Filozofski koreni agrarizma uključuju Evropske i Kineske filozofe. Kineska škola Agrikuluralizma je bila filozofija koja je zagovarala seljačku utopiju komunalizma (zadrugarstva) i egalitarizma (jednakosti). Kod društava pod uticajem Konfučijanizma, farmer je smatran uvaženim produktivnim članom društva, ali se na trgovce koji su zarađivali novac gledalo sa visine. To je uticalo na Evropske intelektualce kao što je Fransoa Kesne, strastveni Konfučijanac i zagovarač Kineskih agrarnih politika, u oblikovanju Francuske agrarne filozofije fiziokratije (vlasti prirode). Fiziokrate su, uz ideje Džona Loka i Ere Romantizma, formirale osnovu modernog Evropskog i Američkog agrarizma.
Predsednik Sjedinjemih Država (1801-1809) Tomas Džeferson je bio predstavnik agrarizma koji je napravio Džefersonsku demokratiju oko predstave da su farmeri „najvredniji građani“ i pravi republikanci .

## Agrarne stranke
Seljačke stranke su se prvo pojavile po Istočnoj Evropi između 1860. I 1910, kada su komercijalizovane poljoprivredne sile i sile svetskog tržišta poremetile tradicionalo ruralno društvo, a železnica i rastuća pismenost putujućih organizatora. Agrarne stranke su zagovarale zemljišne reforme da se preraspodeli zemlja na velikim imanjima na one koji je obrađuju. Takođe su želeli seoske zadruge da zadrže dobit od prodaje useva u lokalnim rukama i kreditne institucije da osiguraju potrebna poboljšanja. Mnoge seljačke stranke su takođe bile nacionalističke stranke jer su seljaci često obrađivali zemlju za korist vlastelina raznih nacionalnosti.
Seljačke stranke su pre Prvog Svetskog Rata retko imale bilo kakvu moć, ali su neke postale uticajne u međuratnom periodu, naročito u Bugarskoj i Čehoslovačkoj. Neko vreme, u 1920-tim i 1930tim, postojala je Zelena Internacionala (Internacionalni Agrarni Biro) zasnovan na seljačkim strankama u Bugarskoj, Čehoslovačkoj, Poljskoj i Srbiji. Prvenstveno je delovao kao informativni centar koji je širio ideje agrarizma i borbenog socijalizma na levici i vlastelina na desnici i nikada nije preduzeo nikakve važne aktivnosti.

## Afrika

### Tunis
Stranka Glasa Farmera je dobila mesto u pokrajini Jenduba posle tuniskih parlamentarnih izbora 2014.

## Evropa

### Bugarska
U Bugarskoj je 1899 organizovan Bugarski Poljoprivredni Nacionalni Sindikat (BZNS), sa ciljem pružanja otpora porezima i da izgradi zadruge. BZNS je došao na vlast 1919 i uveo je mnoge ekonomske, društvene i pravne reforme. Međutim, konzervativne snage su srušile BZNS u udaru 1923 i ubile njenog vođu Aleksandra Stambolijskog (1873-1923). BZNS je 1989 pretvoren u grupu komunističke igračke, kada je reorganizovan kao izvorna stranka.

### Čehoslovačka
U Čehoslovačkoj je Republička stranka poljoprivrednika i malih preduzetnika često delila vlast u skupštini kao partner peto-stranačkoj koaliciji petka. Vođa stranke Antonin Svehla (1873-1933) je nekoliko puta bio premijer. Stalno je bila najjača stranka, koja je formirala i dominirala kolaicijama. Pomerila se van prvobitne agrarne baze da bi se približila glasačima srednje klase. Posle Drugog Svetskog Rata stranku je ukinuo Nacionalni Front.

### Francuska
U Francuskoj, lovačke, ribolovačke, prirodne, tradicionalne stranke su umereno konzervativne agrarne stranke, koje dostižu svoj vrhunac od 4,23% u Francuskim predsedničkim izborima, 2002.. Tek će kasnije to postati povezano sa glavnom francuskom konzervativnom strankom, Jedinstvo za popularan pokret.

### Poljska
U Poljskoj, Poljska Narodna Partija svoje korene ima u agrarnoj partiji u Austro-Ugarskoj kontrolnoj Galicijsko Poljskoj partiji.Posle pada komunističkog rezima, Poljska Narodna Partija svoj najveći uspeh ima na izborima 1993,gde osvaja 132 od 460 parlamentarnih mesta.Od tada podrška Poljske Narodne Partije postepeno opada.

### Rumunija
U Rumuniji, starije partije iz Transilvanije, Moldavije i Vlaške, su se udruzile i zajedno postale Nacionalna Seljačka Partija 1926. Iuliu Maniu (1873-1953) bio je premijer sa agrarnim kabinetom od 1928-1930 i na kratko od 1932-1933, ali Velika depresija ucinila je reforme nemogućim.Komunistički režim razorio je partiju 1947, ali reformisana je 1989. kada su oni izgubili vlast.
Reformisana partija, u koju su uključeni elementi hrišćanske demokratije, u ideologiju, upravlja Rumunijom kao deo Rumunske Demokratske Konvencije u periodu od 1996-2000.

### Srbija
U Srbiji, Nikola Pašić (1845-1926) i njegova Narodna Radikalna Stranka dominira u srpskoj politici posle 1903. Stranka je takodje postala monopol vlasti u Jugoslaviji od 1918-1929. Tokom diktature 1930ih premijer je bio iz te stranke.

## Okeanija

### Australija
Istoričar F.K. Krauli smatra da:
Aulijski poljoprivrednici i njihovi govornici uvek su smatrali da je zemljoradnički život suštinski mnogo raznovrsniji, kao i mnogo zdraviji, mnogo važniji i mnogo produktivniji, nego život u gradovima.... Poljoprivrednici su se žalili da nešto nije u redu sa izbornim sistemom koji je proizvodio parlamentarce, koji su trošili novac na ulepšavanje vampirskih gradova umesto na razvoj unutrašnjosti.
Nacionalna Stranka Australije (ranije nazivana Državna Stranka), od 1920ih do 1970ih, proglašava svoju verziju agrarizma, koja je nazvana „državnoumna“ („countrymindedness“). Cilj je bio poboljšati status ovčara i malih poljoprivrednika i opravdati subvencije za njih.

### Novi Zeland
Liberalna stranka Novog Zelanda agresivno promoviše agrarizam na svom vrhuncu (1891-1912). Veleposednici i aristokratija vladaju Britanijom u to vreme.Novi Zeland nikada nije imao aristokratiju, ali njegovi bogati zemljoposednici su u velikoj meri kontrolisali politiku pre 1891. Liberalna stranka nastojala je to da promeni politikom nazvanom „populizam“. Richard Seddon proglasio je cilj vec 1884. : „ To su bogati i siromašni; to su bogati i zemljoposednici protiv srednje i radničke klase.To, Gospodine, pokazuje pravu političku poziciju Novog Zelanda." Liberalna strategija bila je stvoriti veliku klasu malih zemljoposedničkih poljoprivrednika koji podržavaju liberalne ideale. Liberalna vlada je takodje osnovala osnovu za kasnije državno blagostanje kao starosnu penziju i razvila je sistem za rešavanje radničkih sporova, koji je prihvaćen od strane poslodavaca i sindikata. Godine 1893, dodeljuje pravo glasanja ženama, čineći je prvom državom koja to radi.
Da bi pridobila zemlju od poljoprivrednika,liberalna vlada od 1891 do 1911 kupila je 3,100,000 ari (1,300,000 hektara) Maori zemlje. Vlada je takođe kupila 1,300,000 ari (530,000 hektara) od velikih posednika nekretnina, za podelu i bilže naseljavanje malim poljoprivrednicima. Napredni zakon za izmirenje (1894) obezbedio je nisko kamatnu hipoteku i poljoprivredno odeljenje rasprostranilo je informacije o najboljim poljoprivrednim metodama. Liberali proglašavaju uspeh u formiranju jednakosti i protiv monopolnu zemljišnu politiku. Ova politika izgradila je podršku za Liberalnu Stranku u seoskim biracima Severnih Ostrva.Do 1903, Liberali su bili toliko dominantni da više nije postojala organizovana opozicija u parlamentu.

## Nazad-na-zemljišni pokret
Agrarizam je sličan, ali ne identičan nazad-na-zemljište pokretu. Agrarizam se koncentriše na osnovnu dobra zemlje, na zajednice ograničenije ekonomije i politike nego u modernom društvu i na jednostavan život, čak i kada smena podrazumeva preispitivanje „naprednog“ karaktera nekih skorašnjih društvenih i ekonomskih razvoja. Stoga, agrarizam nije industrijski uzgoj, sa svojom specijalizacijom na proizvode i industrijske razmere.

## Dodatna literatura

### Agrarne vrednosti
- Brass, Tom (2000). Peasants, Populism and Postmodernism: The Return of the Agrarian Myth.
- Brass, Tom (2014). Class, Culture and the Agrarian Myth.
- Danbom, David B. (1991). „Romantic Agrarianism in Twentieth-Century America”. Agricultural History. 65 (4): 1—12. JSTOR 3743942.
- Grampp, William D. (1945). „John Taylor: Economist of Southern Agrarianism”. Southern Economic Journal. 11 (3): 255—268. JSTOR 1053268. doi:10.2307/1053268.
- Hofstadter, Richard (1941). „Parrington and the Jeffersonian Tradition”. Journal of the History of Ideas. 2 (4): 391—400. JSTOR 2707018. doi:10.2307/2707018.
- Inge, M. Thomas (1969). Agrarianism in American Literature.
- Kolodny, Annette (1984). The Land before Her: Fantasy and Experience of the American Frontiers, 1630–1860.
- Marx, Leo (1964). The Machine in the Garden: Technology and the Pastoral Ideal in America..
- Murphy, Paul V (2000). The Rebuke of History: The Southern Agrarians and American Conservative Thought.
- Parrington, Vernon. Main Currents in American Thought (1927), 3-vol online
- Quinn, Patrick F. (1940). „Agrarianism and the Jeffersonian Philosophy”. The Review of Politics. 2 (1): 87—104. JSTOR 1404453. S2CID 146298740. doi:10.1017/S0034670500004563.
- Thompson, Paul, and Thomas C. Hilde, eds (2000). The Agrarian Roots of Pragmatism.

### Primarni izvori
- Sorokin, Pitirim A. et al., eds. A Systematic Source Book in Rural Sociology (3 vol. 1930) vol 1 pp. 1–146 covers many major thinkers down to 1800

### Evropa
- Batory, Agnes, and Nick Sitter. „Cleavages, competition and coalition building: Agrarian parties and the European question in Western and East Central Europe”. European Journal of Political Research,. 2004. Vol. 43. стр. 523–546.
- Bell, John D, Peasants in Power: Alexander Stamboliski and the Bulgarian Agrarian National Union, 1899–1923(1923)
- Donnelly, James S (2009). Captain Rock: The Irish Agrarian Rebellion of 1821–1824.
- Donnelly, James S (2006). Irish Agrarian Rebellion, 1760–1800.
- Gross, Feliks, ed (1948). European Ideologies: A Survey of 20th Century Political Ideas. стр. 391—481. , on Russia and Bulgaria
- Kubricht, Andrew Paul. "The Czech Agrarian Party, 1899-1914: a study of national and economic agitation in the Habsburg monarchy" (PhD thesis, Ohio State University Press, 1974)
- Merlan, Francesca (2009). Tracking Rural Change: Community, Policy and Technology in Australia, New Zealand and Europe. ANU E Press. стр. 60. ISBN 9781921536533.
- Narkiewicz, Olga A (1976). The Green Flag: Polish Populist Politics, 1867–1970..
- Oren, Nissan (1973). Revolution Administered: Agrarianism and Communism in Bulgaria., focus is post 1945
- Paine, Thomas (1794). Agrarian Justice.
- Patterson, James G (2008). In the Wake of the Great Rebellion: Republican, Agrarianism and Banditry in Ireland After 1798.
- Roberts, Henry L (1951). Rumania: Political Problems of an Agrarian State..
- Zagorin, Perez (1982). Rebels and Rulers, 1500–1660: Volume 1, Agrarian and Urban Rebellions : Society, States and Early Modern Revolution.

### Severna Amerika
- Eisinger, Chester E. (1947). „The Influence of Natural Rights and Physiocratic Doctrines on American Agrarian Thought during the Revolutionary Period”. Agricultural History. 21 (1): 13—23. JSTOR 3739767.
- Griswold, A. Whitney (1946). „The Agrarian Democracy of Thomas Jefferson”. The American Political Science Review. 40 (4): 657—681. JSTOR 1950410. S2CID 144145932. doi:10.2307/1950410.
- Goodwyn, Lawrence (1978). The Populist Moment: A Short History of the Agrarian Revolt in America., 1880s and 1890s in U.S.
- Hofstadter, Richard (1941). „Parrington and the Jeffersonian Tradition”. Journal of the History of Ideas. 2 (4): 391—400. JSTOR 2707018. doi:10.2307/2707018.
- Johnson, Jeffrey K (2010). „The Countryside Triumphant: Jefferson's Ideal of Rural Superiority in Modern Superhero Mythology.” (PDF). Journal of Popular Culture. 43 (4): 720—737.
- Lipset, Seymour Martin (1950). Agrarian socialism: the Coöperative Commonwealth Federation in Saskatchewan., 1930s-1940s
- McConnell, Grant, The decline of agrarian democracy(1953), 20th century U.S.
- Mark, Irving (1940). Agrarian conflicts in colonial New York, 1711–1775.
- Ochiai, Akiko (2007). Harvesting Freedom: African American Agrarianism in Civil War Era South Carolina.
- Robison, Dan Merritt (1935). Bob Taylor and the agrarian revolt in Tennessee.
- Stine, Harold E (1974), The agrarian revolt in South Carolina;: Ben Tillman and the Farmers' Alliance
- Summerhill, Thomas (2005). Harvest of Dissent: Agrarianism in Nineteenth-Century New York.
- Szatmary, David P (1984), Shay's Rebellion: The Making of an Agrarian Insurrection, 1787 in Massachusetts
- Woodward, C. Vann (1938). Tom Watson: Agrarian Rebel.
- Woodward, C. Vann (1938). „Tom Watson and the Negro in Agrarian Politics”. The Journal of Southern History. 4 (1): 14—33. JSTOR 2191851. doi:10.2307/2191851.

### Globalni jug
- Brass, Tom (ed.). New Farmers' Movements in India (1995) 304 pages.
- Brass, Tom (ed.). Latin American Peasants (2003) 432 pages.
- Ginzberg, Eitan (1998). „State Agrarianism versus Democratic Agrarianism: Adalberto Tejeda's Experiment in Veracruz, 1928-32”. Journal of Latin American Studies. 30 (2): 341—372. JSTOR 158529. S2CID 144631366. doi:10.1017/S0022216X98005070.
- Handy, Jim (1994). Revolution in the Countryside: Rural Conflict and Agrarian Reform in Guatemala, 1944–1954.
- Jacoby, Erich H (1949). Agrarian unrest in Southeast Asia.
- Newbury, David; Newbury, Catharine (2000). „Bringing the Peasants Back in: Agrarian Themes in the Construction and Corrosion of Statist Historiography in Rwanda”. The American Historical Review. 105 (3): 832—877. JSTOR 2651812. doi:10.2307/2651812.
- Paige, Jeffery M (1978). Agrarian revolution: social movements and export agriculture in the underdeveloped world. 435 pages
- Sanderson, Steven E (1981). Agrarian populism and the Mexican state: the struggle for land in Sonora.
- Stokes, Eric (1980). The Peasant and the Raj: Studies in Agrarian Society and Peasant Rebellion in Colonial India.
- Springer, S. (2012). "Illegal evictions? Overwriting possession and orality with law’s violence in Cambodia." Journal of Agrarian Change.
- Tannenbaum, Frank (1930). The Mexican Agrarian Revolution.

## Spoljašnje veze
- Writings of a Deliberate Agrarian
- The New Agrarian